# Yu’an

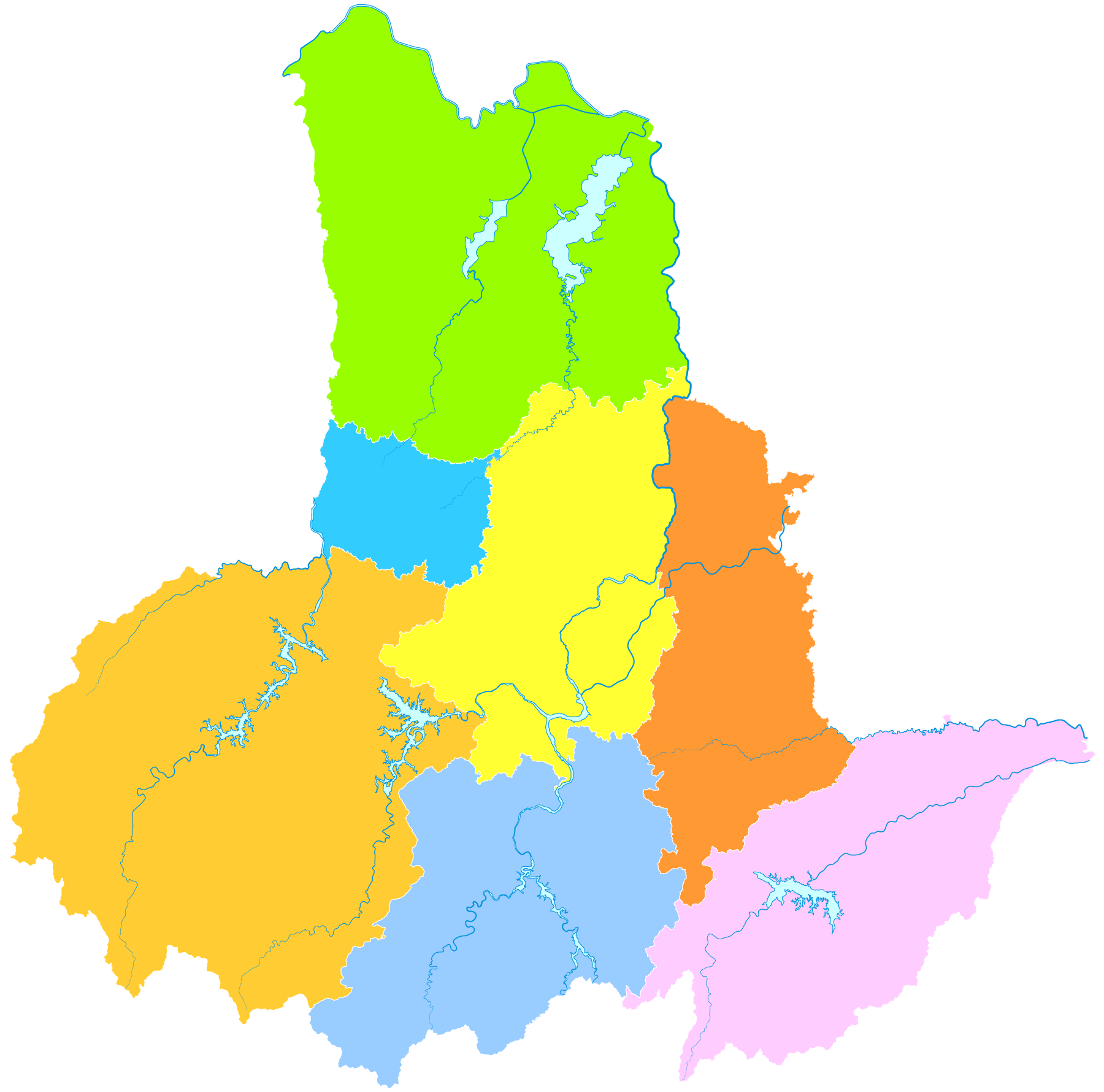
Lage des Stadtbezirks Yu’an im Gebiet der bezirksfreien Stadt Lu’an

Yu’an (chinesisch 裕安区, Pinyin Yù’ān Qū) ist ein chinesischer Stadtbezirk in der Provinz Anhui. Er gehört zum Verwaltungsgebiet der bezirksfreien Stadt Lu’an. Der Stadtbezirk hat eine Fläche von 1.906 Quadratkilometern und zählt  914.000 Einwohner (Stand: Ende 2018).
Der Pi He (im Süden) und der Ji He (im Norden) fließen durch den Stadtbezirk. Die Berge des Dabie Shans liegen im Südwesten.
In Yu’an werden Sand, Quarzsand und Bentonit abgebaut; die Landwirtschaft produziert Hanf, Getreide und Öl, Obst und Gemüse. Weitere Produkte sind Gänse,  Seidenraupen und Bambus.
Die Nationalstraßen 312 und 105 kreuzen sich im Stadtbezirk.
Yu’an bezeichnet sich als der Ursprungsort der Tao-Kultur.

## Administrative Gliederung
Auf Gemeindeebene setzt sich der Stadtbezirk aus fünf Straßenvierteln, zwölf Großgemeinden und sieben Gemeinden zusammen. 